# 阿斯塔德鎮區 (明尼蘇達州奧特泰爾縣)
阿斯塔德鎮區（英語：Aastad Township）是位於美國明尼蘇達州奧特泰爾縣的一個行政鎮區。

## 歷史
阿斯塔德鎮區於1871年設立。鎮區得名自來自挪威的定居者吉爾伯特·阿斯塔德（Gilbert Aastad）。

## 地方資料
阿斯塔德鎮區的面積為91.70平方千米，當中陸地面積為87.80平方千米，而水域面積為3.90平方千米。根據2020年美國人口普查的數據，當地共有人口191人，而人口密度為每平方千米2.08人。